# Hedströmmen
Hedströmmen är ett vattendrag i Dalarna och Västmanland, längd 128 km inkl. källflöden, avrinningsområde 1050 km². I övre delen av loppet kallas Hedströmmen för Lumsån och Baggån. Delar av Hedströmmen i Skinnskatteberg och Köping kommun (38 hektar) är sedan 1995 naturreservat med Länsstyrelsen i Västmanland som förvaltare. 
Hedströmmen rinner upp i ett mindre sjösystem i södra Dalarna och strömmar bland annat genom Nedra Malingsbosjön, vid Malingsbo innan den rinner ut i Storsjön vid Baggbron i Baggådalen. Strömmen fortsätter genom Nedre Vättern vid Skinnskatteberg och passerar bland annat Kolsva för att slutligen mynna ut vid Galten i Mälaren. Hedströmmen ingår i Norrströms huvudavrinningsområde.
Hedströmmens övre del är populär för kanotpaddlare och sportfiskare, och ingår i Malingsbo-Klotens fiskevårdsområde. I Hedströmmen finns den hotade fiskarten asp som är upptagen på Svenska rödlistan.  Här finns också öring, ovanliga fåglar som kungsfiskare och mindre hackspett samt flodpärlmusslan som trivs i det strömmande vattnet. Flodpärlmusslan är en hotad och fridlyst art som behöver klart, strömmande vatten och rena bottnar för att överleva. Den är också beroende av fisken öring för att föröka sig.
Hedströmmen var en viktig energikälla på 1600-1800-talet då flera järnbruk växte upp längs strömmen. Exempelvis Karmansbo, Bernshammar och Jönsarbo bruk i Skinnskattebergs kommun.